# گروه دوری
در جبر، گروه دوری گروهی است که توسط یک عضوش تولید می‌شود. به ازای هر عدد طبیعی n یک گروه دوری از مرتبهٔ n وجود دارد. هر دو گروه دوری متناهی هم‌مرتبه، یک‌ریخت هستند.

## تعریف
به ازای گروه مفروض G و عضوی چون a از G اگر {\displaystyle G=\{a^{n}|n\in \mathbb {Z} \}} آنگاه a را مولدی برای G و <G = <a را دوری می‌نامیم.

## مثال‌ها
- در گروه {Z۴ = {۰، ۱، ۲، ۳ داریم:

یعنی <Z۴ = <۱> = <۳. بنابراین Z۴ دوری است و هر یک از ۱ و ۳ یک مولد آن هستند.
- گروه چهارتایی کلاین دوری نیست.
- گروه Z تحت جمع، گروهی دوری است. هر دو ۱ و ۱- مولدهای گروه هستند.

## قضیه‌ها
- فرض کنیم G یک گروه و a عضو G باشد. در اینصورت

زیر گروهی از G و کوچک‌ترین زیرگروه G شامل a است. بدین معنی که هر زیرگروه شامل a شامل H هم هست. H را زیرگروه دوری G شامل a می‌نامیم.
- هر گروه دوری آبلی است.
- هر زیرگروه یک گروه دوری، خود دوری است.
- مجموعهٔ {n-۱ , … , ۱، ۰} با عمل جمع به هنگ n گروهی دوری است دارای n عضو که با Zn نمایش داده می‌شود.
- هر گروه دوری نامتناهی G با گروه جمعی Z از اعداد صحیح یک‌ریخت (ایزومورف) است.